# ويليام أ. بروك
ويليام أ. بروك (بالإنجليزية: William A. Brock)‏ هو اقتصادي وأستاذ جامعي أمريكي، ولد في 23 أكتوبر 1941 في فيلادلفيا في الولايات المتحدة.